# 広瀬淳
広瀬 淳（ひろせ じゅん、1988年12月16日 - ）は、日本の声優、舞台俳優。茨城県出身。マウスプロモーション所属。

## 略歴
ヒューマンアカデミー渋谷校卒業。アミューズメントメディア総合学院卒業。マウスプロモーション附属俳優養成所入所後、マウスプロモーションに所属。

## 人物
趣味・特技は少林寺拳法やタロット占い、数秘術占い。

## 出演
太字はメインキャラクター。

### テレビアニメ
2014年
- ブレイドアンドソウル（客A）
- 少年ハリウッド -HOLLY STAGE FOR 49-（原宿の通行人）
- Fate/stay night [Unlimited Blade Works]（生徒たち）

2015年
- アイカツ!（フロアディレクター）
- 六花の勇者（兵A）

2016年
- Dimension W（警備員）
- ニンジャスレイヤー フロムアニメイシヨン スペシャル・エディション版（バンディット）
- ジョーカー・ゲーム（ドイツ海軍士官、風機関員、帝政ドイツ軍士官）
- テイルズ オブ ゼスティリア ザ クロス（兵士）

2018年
- ポプテピピック（アームレスラーC）
- LOST SONG（王都民、王都兵、敵兵、グラナディア軍兵）
- グラゼニ（萬田、記者） - 2シリーズ
- ISLAND（先生）
- ムヒョとロージーの魔法律相談事務所（警備員(1)）
- 銀魂.（央国星兵士B）

2019年
- 賢者の孫（コレル）
- 警視庁 特務部 特殊凶悪犯対策室 第七課 -トクナナ-（客A）

2020年
- pet（チョウの部下）

2021年
- すばらしきこのせかい The Animation（汎用死神B）
- ルパン三世 PART6（TVリポーター、記者①）

### 劇場アニメ
- 映画 ハピネスチャージプリキュア! 人形の国のバレリーナ（2014年、男性）

### Webアニメ
- マウスどうぶつえん（2017年、タツノオトシゴのじゅん）

### ゲーム
2011年
- 機動戦士ガンダム オンライン（兵士I）

2014年
- 海賊ファンタジア 世界のはじまりと導きの島（お祭り男キクノスケ）
- ブレイドアンドソウル

2016年
- ストリートファイターV（マヘシュ、ソルジャーB〈ジョー〉、シャドルーの兵士〈L〉B）

2017年
- 真・女神転生 STRANGE JOURNEY（主人公）
- Blackish House ←sideZ（有村遼平、棗司）
- 麻雀 闘牌コロシアム（実況アナウンス）

2020年
- 龍が如く7 光と闇の行方

2024年
- 龍が如く8

2025年
- 龍が如く8外伝 Pirates in Hawaii

### ドラマCD
- ほーげんカレシとルームシェア!〜茨城男子と帰国子女編〜
- Fate/stay night Original Soundtrack&Drama CD [Garden of Avalon-glorious,after image]
- MAUSU THEATER
- 失われた未来を求めて

### 吹き替え

#### 映画
- X-MEN:ダーク・フェニックス（男性リポーター1[4]）
- ターミネーター:ニュー・フェイト（負傷兵士男）
- シャドウハンター
- ワウンズ: 呪われたメッセージ
- ナイトメア・アリー[5]

#### ドラマ
- JUSTIFIED 俺の正義
- ピノキオ（イ・イルチェ）
- ザ・ラストシップ シーズン2（ネッド・ラムジー〈ニック・コート〉）
- ラスト・キングダム（オダ息子、スヴェン）
- 殺人者への道

### 舞台
- 君死にたまふことなかれ
- 流れる雲よ
- KIRA〜赤穂事件推理帳〜

### ナレーション
- リネージュ PV

### テレビ
- 声龍門（TOKYO MX、tamaco）

### インターネットテレビ
- ファミ通App for girlsのガールズScope

### ボイスオーバー
- スゴ腕どうぶつドクター（ナショナルジオグラフィック）
- ボンダイビーチ動物病院（Dlife）
- ボンダイビーチ動物病院 クリスのバカンス!（Dlife）